# Softboll
Softboll (engelska: softball) är en lagsport som spelas med boll och slagträ. Sporten har likheter med baseboll, men skiljer sig på vissa punkter, bland annat större boll, mindre spelplan, kortare matcher, ingen pitcherkulle och pitchern kastar inte överhandskast. Även brännboll och boboll hör till samma typ av idrott.
Softboll uppkom av ett spel skapat 1887 av George Hancock, men nuvarande benämning och definition härstammar från KFUM 1926.

## Utrustning
Slagträ används av slagmannen, max 86 centimeter långt, och max 6 centimeter i diameter. Det kan vara tillverkat av metall, plastmaterial eller trä, beroende på spelvariant.
Bollen ska ha 30,5 centimeters omkrets och väga 166–199 gram, beroende på spelvariant.
Utespelarna brukar använda handskar och slagmannen hjälm.
Catchern som finns bakom slagmannen har vanligen omfattande skyddsutrustning.

## Regler

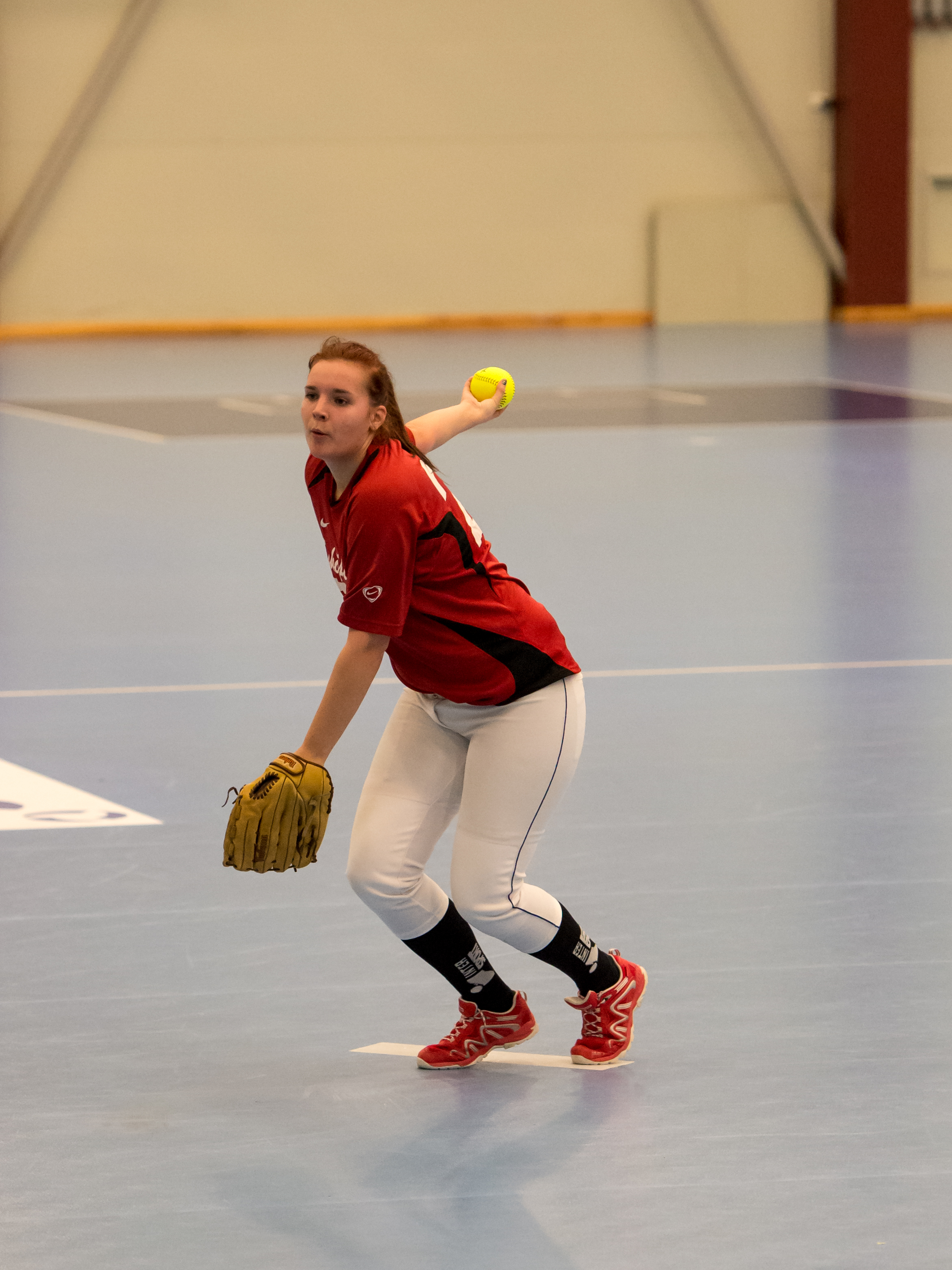
Pitcher. SM 2013, inomhus.

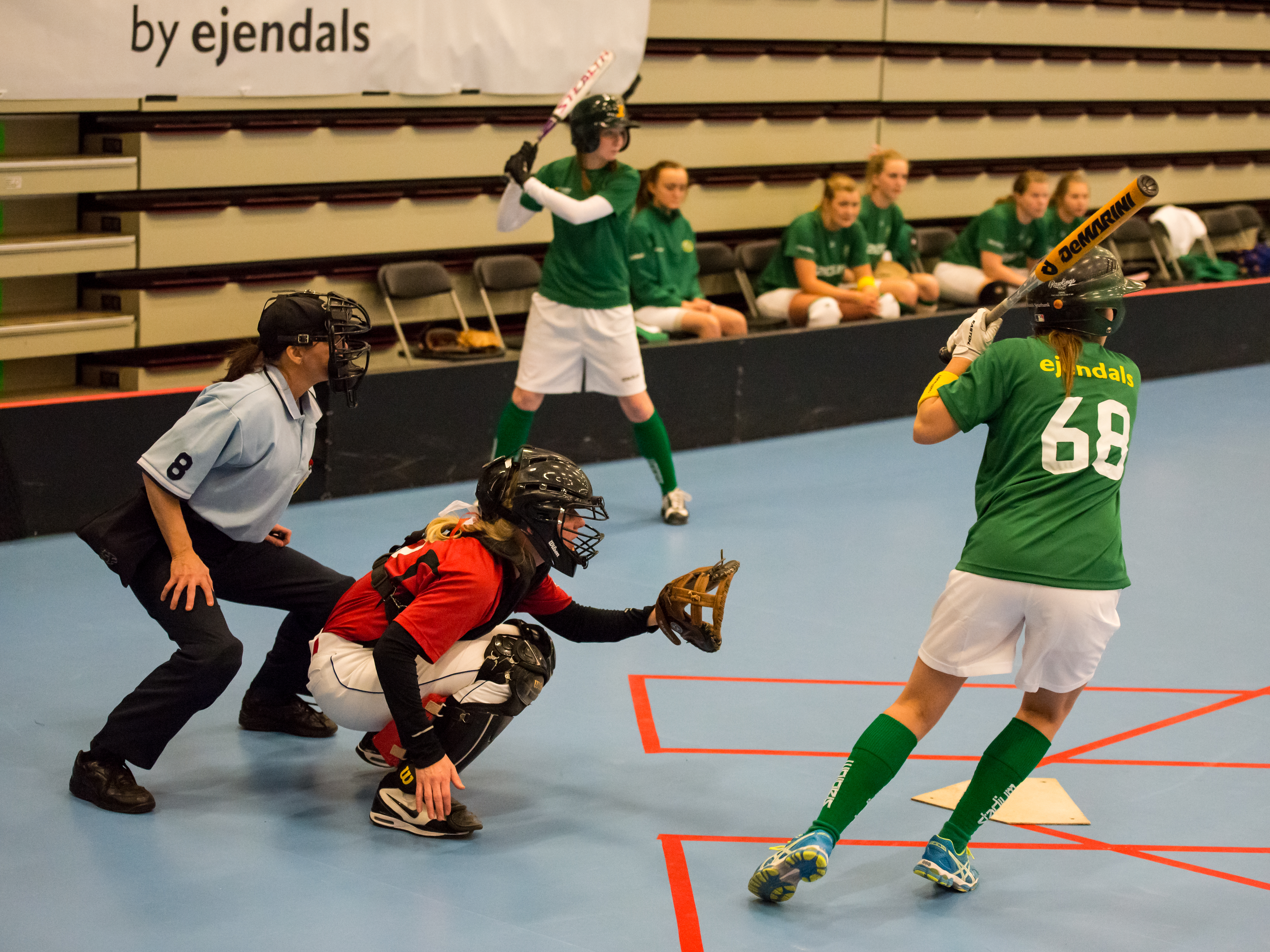
Domare (plate umpire), catcher och slagman. I bakgrunden står nästa slagman och förbereder sig. SM 2013, inomhus.

Spelet spelas mellan två lag, det ena i offensivt spel (innelag), det andra i defensivt spel (utelag). Det spelas vanligen utomhus på en spelplan med fyra baser i kvadrat, med cirka 15–20 meter mellan varje bas, där hemplattan är fjärde bas. Avsikten är att hinna springa runt planen motsols och vidröra varje bas efter att man slagit iväg bollen, ett helt varv kallas homerun, vilket ger poäng. En homerun kan ge upp till fyra poäng om det vid slaget fanns en medspelare på varje bas. Vinnare blir laget vars spelare har hunnit springa hem flest gånger. Baserna är frizoner, men mellan baserna kan den som springer bli bränd (out) med bollen. En snabb löpare får inte springa förbi en lagkamrat på väg, och endast en spelare får finnas vid varje bas, så om någon hinner ifatt måste framförvarande springa till nästa bas.
Bollen slås ut mot plan av den som står i tur att vara slagman, på en boll kastad av motståndarens pitcher (kastare) från en markerad ring. Bollen ska kastas inom strikezonen, vilken kan variera något beroende på domare, men omfattar ungefär från knäna upp till bröstet/magen och bredden bestäms av en platta på marken, hemplattan (eng. home plate). Pitchern får bara kasta underarmskast.
Slagmannen har tre försök att få iväg bollen, och efter tre missar, strikes, blir man bränd. Å andra sidan kan det hända att pitchern kastar fyra kast utanför strikezonen, "bollar", som slagmannen inte slår efter. Då får slagmannen gå till första basen, vilket kallas en walk. Om pitchern kastar en boll på slagmannen ska denne automatiskt gå till första bas (hit by pitch). Därefter får nästa slagman försöka och spelaren springer till nästa bas (som base runner) vid lyckat slag, och i bästa fall ända "hem". Om utelaget fångar lyra blir slagmannen automatiskt bränd.
Alla i laget som har varit ute och spelat på planen (defensivt) ska slå när lagen byter plats och de spelar i sin offensiva halvinning, dock med vissa undantag. Varje spelare har en viss slagordning enligt slaglistan som måste följas under hela matchen. Om ingen annan spelare byts in under matchens gång finns det nio slagmän på listan.
En match är uppdelad i sju omgångar, så kallade innings, där vardera laget spelar i motsatta roller i respektive halvinning. Sidbyte sker när utelaget gjort tre bränningar av innelaget. Det får aldrig sluta oavgjort, så man skulle i teorin kunna hålla på hur länge som helst. Om ett lag leder överlägset, med ett visst antal poäng, avbryts matchen i regel tidigare för att inte förödmjuka förlorarna totalt, genom en mercy rule ("nåderegel"). Skiljeinning kan komma i fråga om poängen står lika, med förkortad löpväg genom att börja vid andra basen.
Det defensivt spelande laget har nio spelare på plan:
- Pitcher - Kastar bollen till slagmannen
- Catcher - Fångar bollen bakom slagmannen om denne inte lyckas slå iväg bollen
- Förstabasman - Står vid första bas
- Andrabasman - Står vid andra bas
- Tredjebasman - Står vid tredje bas
- Shortstop - Står mellan andra bas och tredje bas
- Leftfielder - Står ute på vänster sida av planen bortom infield för att ta lyror
- Centerfielder - Står ute i mitten av planen bortom infield för att ta lyror
- Rightfielder - Står ute på höger sida av planen bortom infield för att ta lyror

## Popularitet och deltagande
Softboll är den mest populära deltagarsporten i USA. Ungefär 40 miljoner amerikaner spelar minst en match softboll per år. Sporten spelas av båda könen av sociala såväl som tävlingsmässiga skäl.
Softboll spelas i över 100 länder i hela världen. International Softball Federation (ISF) har 124 medlemsländer. Världsmästerskap spelas för damer sedan 1965 och för herrar sedan 1966.
Tävlingsmässigt spelas softboll på högre nivå, exempelvis i olympiska spelen, enbart av damer. Sporten ströks dock, tillsammans med baseboll, från OS-programmet 2012. Internationella olympiska kommittén (IOK) beslutade sedermera att baseboll och softboll inte heller skulle vara med vid OS 2016, OS 2020 eller OS 2024. Senare beslutade dock IOK att softboll skulle återföras till det olympiska programmet till OS 2020.

## Sverige
I Sverige organiseras sporten av Svenska Baseboll- och Softbollförbundet.